# Cor de la Bryère
Cor de la Bryère (né le 23 avril 1968, mort le 27 avril 2000), surnommé Corde, est un étalon du stud-book Selle français, né en France en 1968, qui a eu une carrière de reproducteur internationale et une influence majeure sur un grand nombre de lignées de chevaux de sport, notamment celle du Holsteiner. Il est entre autres le père de Corrado I et de Corlandus.

## Histoire
Cor de la Bryère naît à l'élevage de Mme Thérèse Essayan, à La Bryère, un lieu-dit d'Yvré-le-Pôlin, le 23 avril 1968. Elle a fait saillir sa jument Quenotte, une selle français de taille imposante par le Pur-sang Rantzau, stationné au haras national de Saint-Lô.
Cor de la Bryère naît déjà doté d'une bonne taille. Son éleveur pense pouvoir le faire approuver comme étalon, et le présente au haras du Lion d’Angers. Rejeté après que la commission d'achat ait préconisé qu'il soit castré, le cheval est recommandé à un étalonnier, pour M. Xavier Ribard, qui achète Cor de la Bryère pour 5 500 francs.
Cor de la Bryère est revendu en Allemagne en 1971 pour la somme de 8 000 francs, le Holsteiner Verband étant alors à la recherche de nouveaux étalons et les Haras Nationaux français le laissent partir à l'étranger. Cette même année, il passe et remporte son test des 100 jours. 
De 1971 à 1984, il est basé à Siethwende. En 1985, il est au haras de Zangersheide en Belgique. De 1986 à 1988, il est à Elmshorn, puis de 1989 jusqu'à sa mort en 2000 à Sollwittfeld. En 1998, Cor de la Bryère atteint l'âge de 30 ans. En son honneur, ses descendants de toute l'Europe sont conviés à Elmshorn. 
Il a été qualifié de "don du ciel" par les éleveurs du Holstein.
Il est euthanasié le 27 avril 2000, à la suite d'un problème cardiaque.

## Description
Cor de la Bryère est un étalon de robe baie, toisant 1,68 m.

## Origines
Cor de la Bryère est un fils de l'étalon Pur-sang Rantzau, et de la jument Quenotte,. Cette dernière est une jument de très grand modèle (1,70 m), typée carrossière, fille de Lurioso lui même fils de l'exceptionnel Furioso (étalon fondateur du studbook Selle Français). Rantzau figure dans la généalogie d'un très grand nombre de performers français.  

## Descendance
Cor de la Bryère a une influence majeure sur les chevaux de sport allemands, en particulier les Holsteiner : il figure dans le pedigree d'environ 70 % des chevaux de ce stud-book. Parmi ses descendants, on compte Caletto I, Caletto II, Calando I, Corrado I, Corland et Corlandus.
Il est disponible à la reproduction en France de 1985 jusqu'à 2000. En 2019, ses dernières doses de semence étaient vendues au prix de 10 000 €.